# Euriphene cyriaca
Euriphene cyriaca är en fjärilsart som beskrevs av Gustaaf Hulstaert 1924. Euriphene cyriaca ingår i släktet Euriphene och familjen praktfjärilar. Inga underarter finns listade i Catalogue of Life.